# On the Corner
(Miles Davis a Badal Roy, durante la registrazione di On the Corner)
On the Corner è un album discografico del musicista jazz Miles Davis, registrato e pubblicato nel 1972 dall'etichetta Columbia, che raggiunse la prima posizione nella classifica Billboard Jazz Albums. All'epoca della sua uscita, il disco ricevette moltissime critiche da parte della stampa di settore, che accusò l'artista di aver tradito per denaro la propria estetica e il jazz, virando decisamente verso un funk-jazz di matrice ibrida più appetibile commercialmente. In effetti l'album fu uno dei più grossi insuccessi commerciali per Davis ma, con il passare degli anni, l'opera, in virtù del suo reale valore artistico, ha subito una costante rivalutazione e la sua reputazione è cresciuta enormemente nella considerazione di critica e pubblico, fino ad essere ritenuta un'opera molto influente e anticipatrice di tecniche e generi musicali a venire come il post punk, l'hip hop, il drum and bass, e la musica elettronica.
Nel settembre 2007 On the Corner è stato ristampato in versione estesa a 6 CD nel box set The Complete On the Corner Sessions.

## Il disco

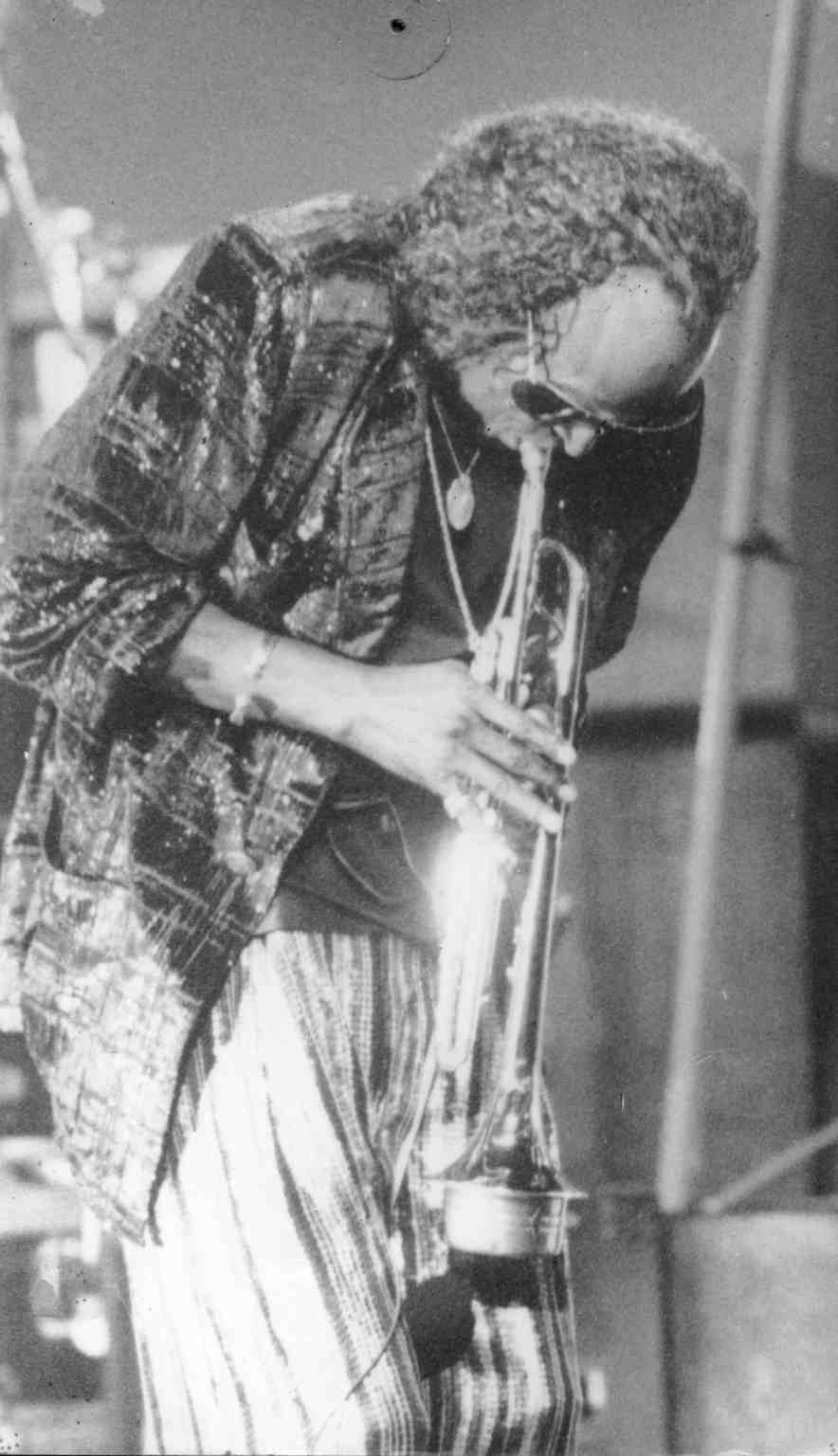
Davis a Rio de Janeiro nel 1974.

Davis affermò che On the Corner, sin dalla scherzosa copertina opera del disegnatore di fumetti Corky McCoy, era un tentativo di rientrare in sintonia con il pubblico dei giovani afroamericani che avevano ampiamente lasciato il jazz in favore del rock e del funk. Sebbene esista una riconoscibile influenza rock e funk nel timbro degli strumenti impiegati sul disco, da un punto di vista musicale l'album è il culmine di una sorta di approccio sperimentale in stile musique concrète che Davis e il produttore Teo Macero avevano iniziato ad esplorare già nei tardi anni sessanta.
Entrambe le facciate del disco si basano intorno al suono del basso e della batteria, con le parti melodiche ricavate da jam session lunghe delle ore. Altre influenze musicali citate da Davis furono quelle del compositore d'avanguardia Karlheinz Stockhausen, che in seguito collaborò con il trombettista nel 1980, quelle di James Brown, di Sly Stone, e di Paul Buckmaster (che suonò il violoncello elettrico sull'album e contribuì anche a qualche arrangiamento).
A cambiare prepotentemente sono le sonorità, che da quelle essenziali, mistiche, tribali, di album come In a Silent Way e Bitches Brew, passano a furiose fanfare rumoristiche gonfie di note in verticale ed orizzontale, un magmatico calderone di ritmi africani ed elettronici, che possono sembrare, ad un primo ascolto e anche successivamente, abbastanza monotoni ed informi, quasi effettistici nel loro impiegare strumenti insoliti nel jazz come il sitar, le tabla, e i sintetizzatori.
E infatti non più di jazz canonico si tratta, ma di un nuovo ibrido musicale jazz-rock-funk con influenze sperimentali al quale non tutti gli ascoltatori dell'epoca erano pronti. È questo il periodo nel quale Davis risente maggiormente dell'influenza di artisti come James Brown, Sly Stone e soprattutto dell'ultimo Jimi Hendrix, che ritiene più in sintonia con i gusti del pubblico e portatori di un soffio di innovazione nel mondo della musica afroamericana. Sembra quasi che Davis ritenga ormai terminato il periodo maggiormente significativo del jazz come musica sociale altamente espressiva, intuendo l'esaurirsi della spinta innovativa di tale genere musicale agli inizi degli anni settanta.

### Musica
L'album è strutturato in due lunghe suite di circa 20 minuti formate da brani legati tra loro in maniera quasi indistinguibile l'uno dall'altro, posizionate all'inizio e alla fine del disco, intervallate da due tracce separate dalla durata più breve, Black Satin, e One and One. La title track, On the Corner/New York Girl/Thinkin' of One Thing and Doin' Another/Vote for Miles è essenzialmente un pezzo ritmico che si ripete incessantemente come un loop basato esclusivamente sul ritmo con scarsissimi elementi armonici e una melodia praticamente inesistente. Black Satin, originariamente pubblicata su singolo con il titolo The Molester (Co 4-45709), è il pezzo più "orecchiabile" (anche se non in senso convenzionale) sull'album con un massiccio utilizzo di strumenti tradizionali indiani come il sitar e le tabla, effetti sonori, battiti di mani, scampanellii e una parte di tromba sovraincisa da Davis in post produzione.
One and One è il proseguimento della traccia precedente con un ritmo ancor più sostenuto e assoli al clarinetto basso da parte di Bennie Maupin e al sax soprano ad opera di Carlos Garnett. Helen Butte/Mr. Freedom X con i suoi 23 minuti di durata è la traccia più lunga del disco, ancora una volta basata sulla sezione ritmica di Black Satin ma con un ritmo più pesante e complesso. La traccia è un vero e proprio brano corale dove ogni membro del gruppo suona e ha la possibilità di mettersi in luce al proprio strumento.

## Critica
| Recensione                          | Giudizio |
| ----------------------------------- | -------- |
| AllMusic                            | [ 6 ]    |
| Christgau's Record Guide            | B+       |
| Down Beat                           | [ 8 ]    |
| Encyclopedia of Popular Music       | [ 9 ]    |
| MusicHound Jazz                     | 4/5      |
| The Penguin Guide to Jazz           | [ 11 ]   |
| The Rolling Stone Album Guide       | [ 12 ]   |
| The Rolling Stone Jazz Record Guide | [ 13 ]   |
| Piero Scaruffi                      | 7/10     |
| Tom Hull – on the Web               | B+       |

L'album venne accolto in maniera pessima da gran parte della critica, sia nella patria dell'artista che fuori da essa. In Italia Arrigo Polillo nel suo volume sulla storia del Jazz pubblicato per la prima volta nel 1975, non cita neppure il disco, facendovi riferimento solo per vie traverse, definendo la musica del Davis post-Bitches Brew come "rock grossolanamente effettistico, monotono e informe", mentre Luca Cerchiari, nel suo saggio su Miles Davis pubblicato per Mondadori, definisce On the Corner "un disco non memorabile, [...] nel quale si ascolta un Miles decisamente sfocato e poco incisivo". Anche il critico rock Lester Bangs, di solito aperto agli sperimentalismi più estremi, in un articolo del 1976 definì l'album senza tanti preamboli "una vera porcheria" e "il disco peggiore mai pubblicato da Miles Davis", ricredendosi parzialmente in seguito: «Credo che uno dei motivi per cui tanti di noi hanno avuto problemi con quel disco, che rappresentava la svolta più estremista tra tutte quelle di Miles, era che nell'album si sentiva l'assenza proprio di quella qualità emotiva che era stata la sua caratteristica principale [...] On the Corner si poteva accusare di non contenere alcuna emozione distinguibile»; e finendo per definirlo in conclusione un album profondamente urbano, metropolitano, consigliandone l'ascolto in cuffia passeggiando nel centro di Detroit, sulla quattordicesima strada a New York, o in qualsiasi altra area urbana trafficata, caotica e affollata, al fine di riuscire a capire l'album fino in fondo. Altri critici definirono la musica contenuta nel disco "robaccia ripetitiva" e "un insulto all'intelligenza delle persone". Persino alcuni dei musicisti che avevano suonato sull'album non furono teneri con esso. Il sassofonista Dave Liebman riferì di non averne un'opinione precisa, e Paul Buckmaster, una delle influenze primarie di Davis nella creazione di On the Corner, aggiunse che era "l'album di Miles che gli piaceva di meno tra quelli da lui preferiti". Dal canto suo, Davis così descrisse la sua opera: 
(Miles Davis)
Nell'autobiografia, Davis attribuisce la scarsa benevolenza con cui venne accolta l'opera all'incapacità dei critici di incasellare l'album, e lamenta il fatto che la promozione di On the Corner, effettuata "solo sulle stazioni radio jazz tradizionali", non raggiunse il pubblico dei giovani afroamericani per cui era stato pensato. Miles lo riteneva «un disco per cui la mia gente potrebbe ricordarmi».

## Tracce

### Versione LP (1972)

#### Lato 1
1. On the Corner / New York Girl / Thinkin' One Thing and Doin' Another / Vote for Miles - 19:55
2. Black Satin - 5:16

#### Lato 2
1. One and One - 6:09
2. Helen Butte / Mr. Freedom X - 23:18

### Versione CD (2000)
1. On the Corner/New York Girl/Thinkin' One Thing and Doin' Another/Vote for Miles - 19:56
2. Black Satin - 5:20
3. One and One - 6:09
4. Helen Butte/Mr. Freedom X - 23:18

## Formazione
- Miles Davis - tromba elettrica con Wah wah
- Dave Liebman - sax soprano
- Carlos Garnett - sassofono (alto e tenore)
- Chick Corea - piano elettrico, sintetizzatore
- Herbie Hancock - organo elettrico
- Harold I. Williams - piano elettrico, sintetizzatore
- Lonnie Liston Smith - organo elettrico
- John McLaughlin - chitarra elettrica
- David Creamer - chitarra elettrica
- Michael Henderson - basso con Wah wah
- Khalil Balakrishna - sitar
- Bennie Maupin - clarinetto basso
- Collin Walcott - sitar
- Badal Roy - Tabla
- Jack DeJohnette - batteria
- Al Foster - batteria
- Jabali Billy Hart - batteria, bongo
- Don Alias - percussioni
- James Mtume - percussioni
- Paul Buckmaster - violoncello

## Curiosità
- L'edizione in CD del 1993 di On the Corner (quella con il logo "Columbia Jazz Masterpieces" stampato in copertina) separa ogni "composizione" in alcune tracce distinte così da far diventare l'album costituito da 8 tracce anziché da 4. Le ristampe successive hanno restaurato la suddivisione originale delle tracce.